# Köprülü Fazıl Mustafa Pascià
Fazıl Mustafa Köprülü letteralmente Köprülü Mustafa Pascià il saggio, conosciuto anche come Gazi Fazıl Mustafa Köprülü (albanese: Fazil Mustafa Kypriljoti); (Köprülü, 1637 – Stari Slankamen, 19 agosto 1691) fu Gran Visir dell'Impero ottomano.
Fu membro della famiglia di origini albanesi Köprülü. Suo padre Köprülü Mehmet Pascià, suo fratello Fazıl Ahmed Köprülü, come anche il cognato Kara Mustafa Pascià furono tutti Gran Visir. Era padre di Köprülü Numan Pasha, che sposò Ayşe Sultan, figlia di Mustafa II; e di Küprülü Abdüllah Pasha.  
Venne ucciso durante la battaglia di Slankamen nel 1691.